# Pelmatosilpha marginalis
Pelmatosilpha marginalis är en kackerlacksart som beskrevs av Brunner von Wattenwyl 1893. Pelmatosilpha marginalis ingår i släktet Pelmatosilpha och familjen storkackerlackor. Inga underarter finns listade i Catalogue of Life.